# Мирне (Куп'янський район)
Ми́рне (до 2024 року — Первома́йське) — село в Україні, у Шевченківській селищній громаді Куп’янського району Харківської області. Населення становить 387 осіб. До 2020 орган місцевого самоврядування — Шевченківська селищна рада.

## Географія
Село Первомайське знаходиться на відстані 4 км від селища Шевченкове. на відстані до 2-х км розташовані села Троїцьке, Раївка, Гроза і Олександрівка. Поруч проходять автомобільна дорога Н26 і залізниця, станція Травневе.

## Історія
- 1921 — дата заснування.
- 12 червня 2020 року, відповідно до Розпорядження Кабінету Міністрів України № 725-р «Про визначення адміністративних центрів та затвердження територій територіальних громад Харківської області», увійшло до складу Шевченківської селищної територіальної громади[2].
- 19 липня 2020 року, в результаті адміністративно-територіальної реформи та ліквідації Шевченківського району, село увійшло до складу новоутвореного Куп'янського району Харківської області[3].
- 19 вересня 2024 року Верховна Рада підтримала перейменування села Первомайське на Мирне. 26 вересня 2024 року перейменування набуло чинності.[4]

## Населення

### Мова
Розподіл населення за рідною мовою за даними перепису 2001 року:
| Мова       | Кількість | Відсоток |
| ---------- | --------- | -------- |
| українська | 350       | 90.44%   |
| російська  | 34        | 8.79%    |
| румунська  | 2         | 0.52%    |
| білоруська | 1         | 0.25%    |
| Усього     | 387       | 100%     |

## Постаті
- Борищак Олексій Андрійович (1979—2014) — підполковник (посмертно) Збройних сил України, учасник російсько-української війни, загинув під Іловайськом.

## Галерея

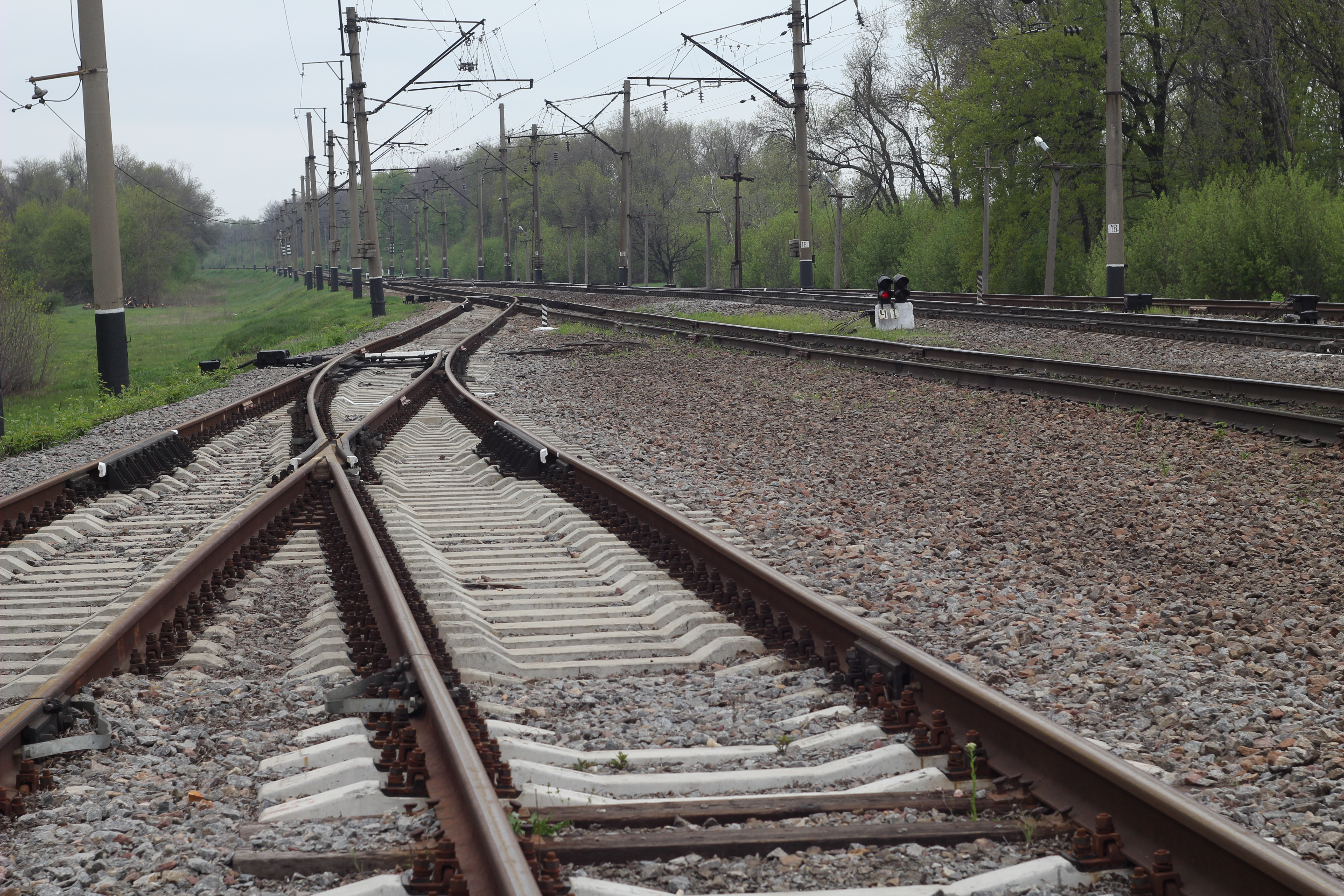
Залізниця
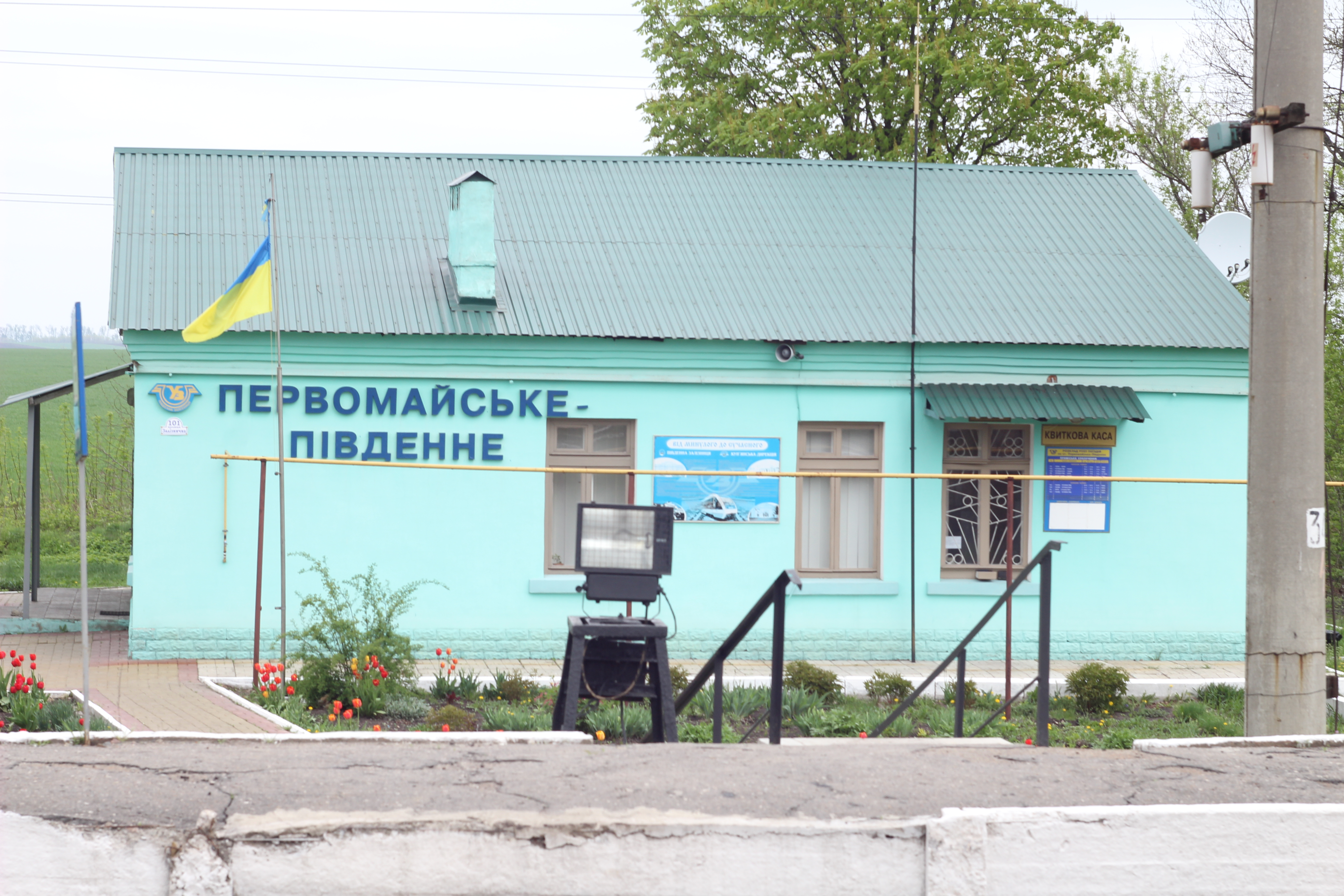
Залізничний вокзал
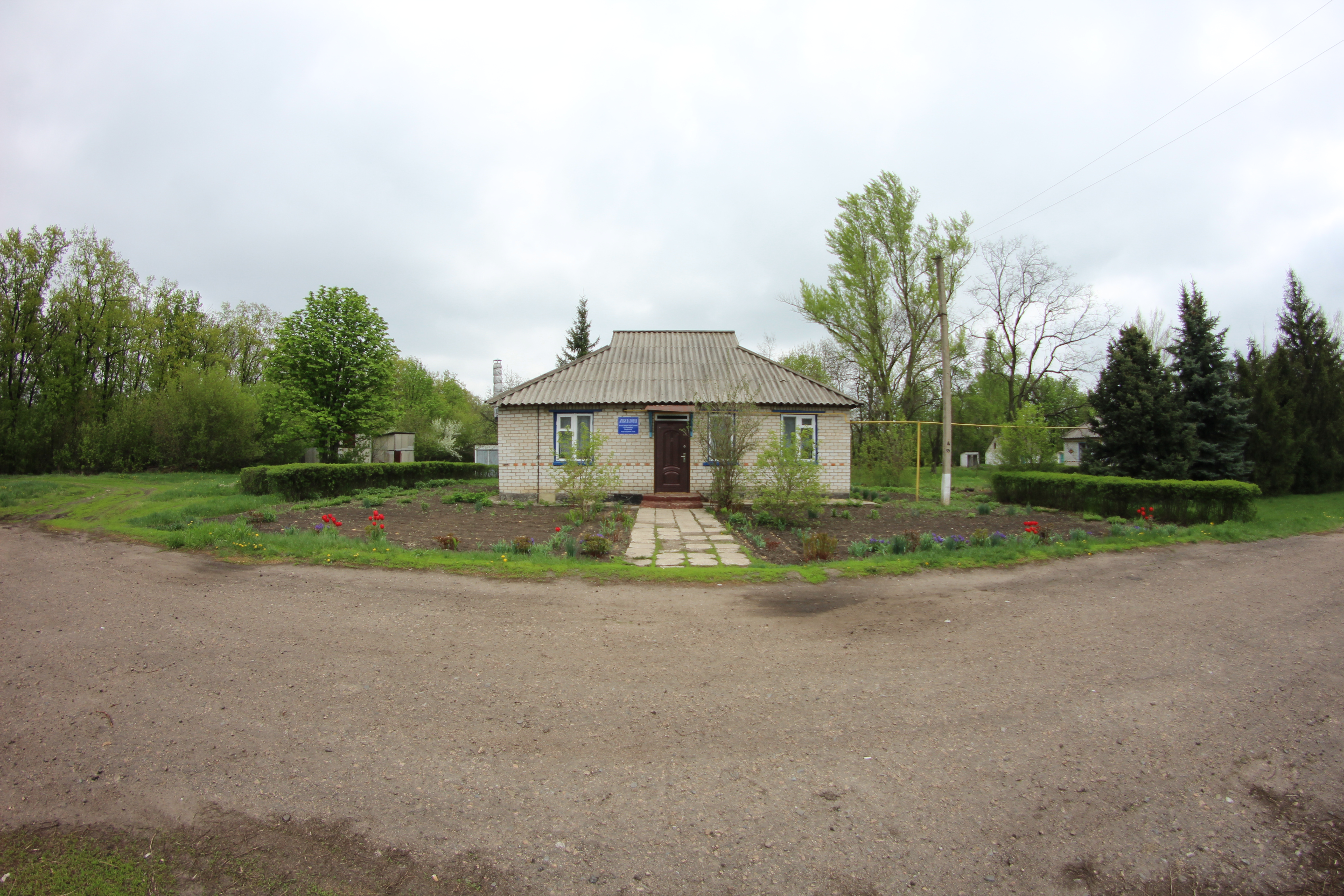
Амбулаторія загальної практики сімейної медицини
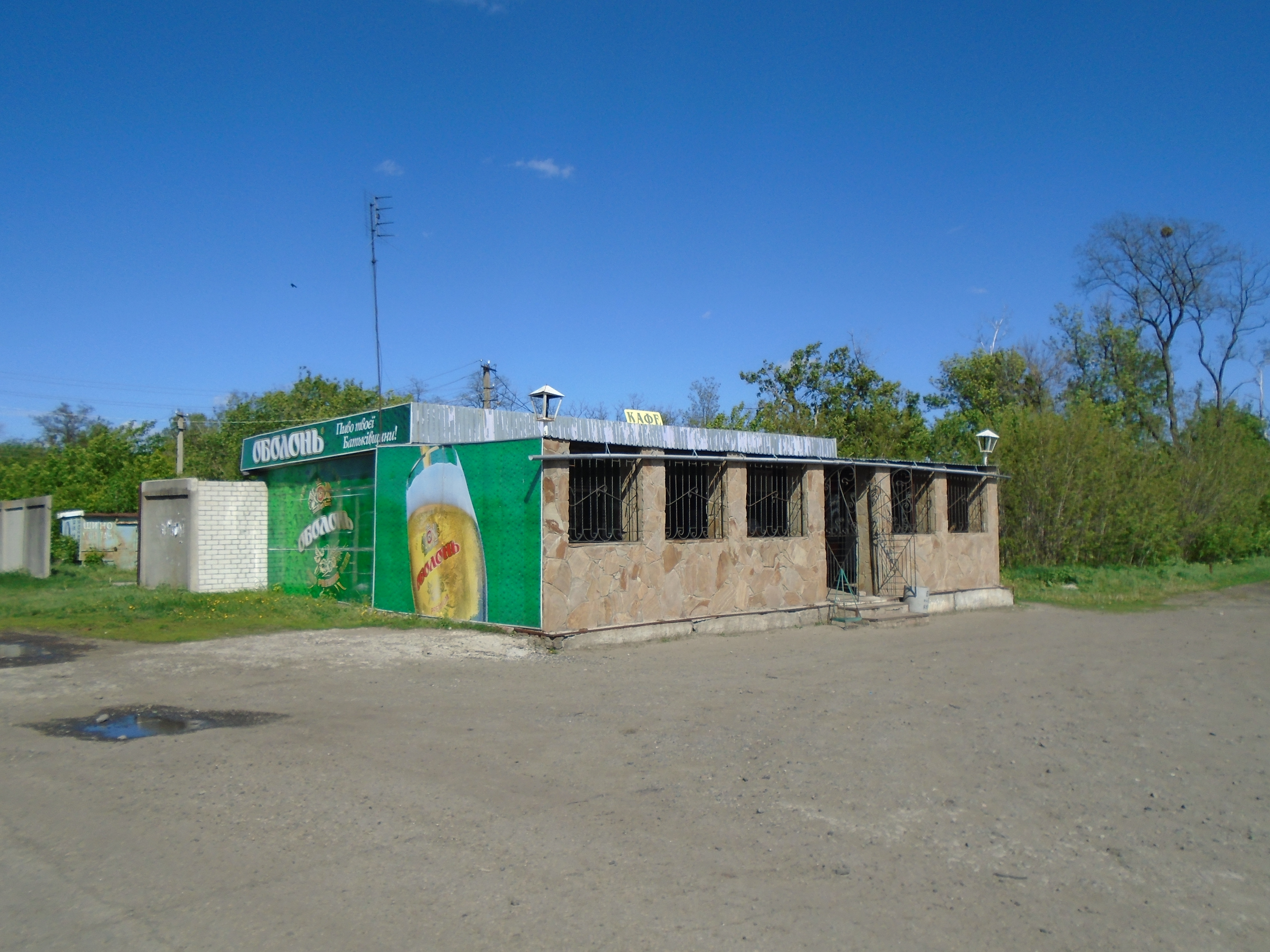
Кафе
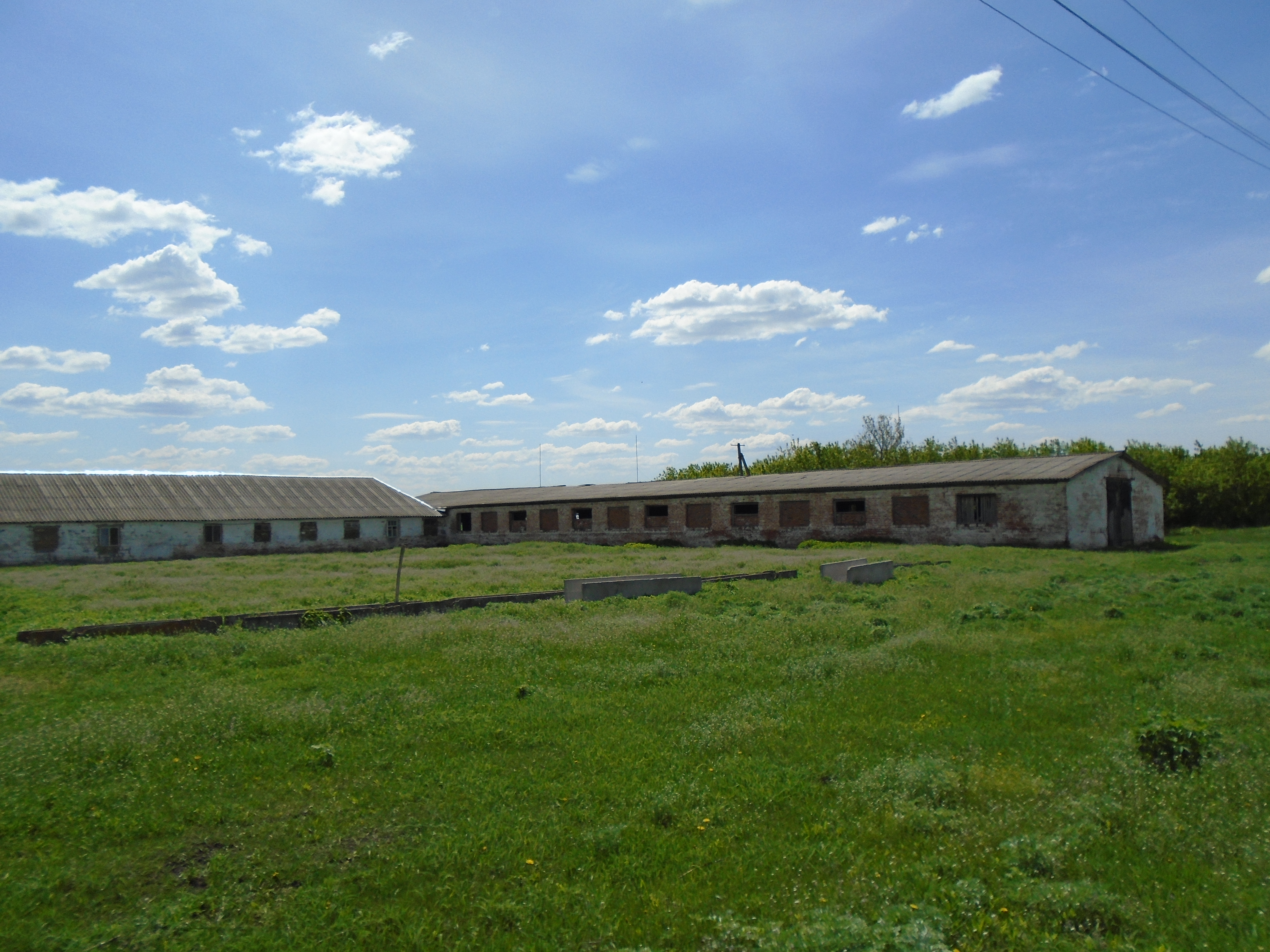
Напівзруйнована ферма
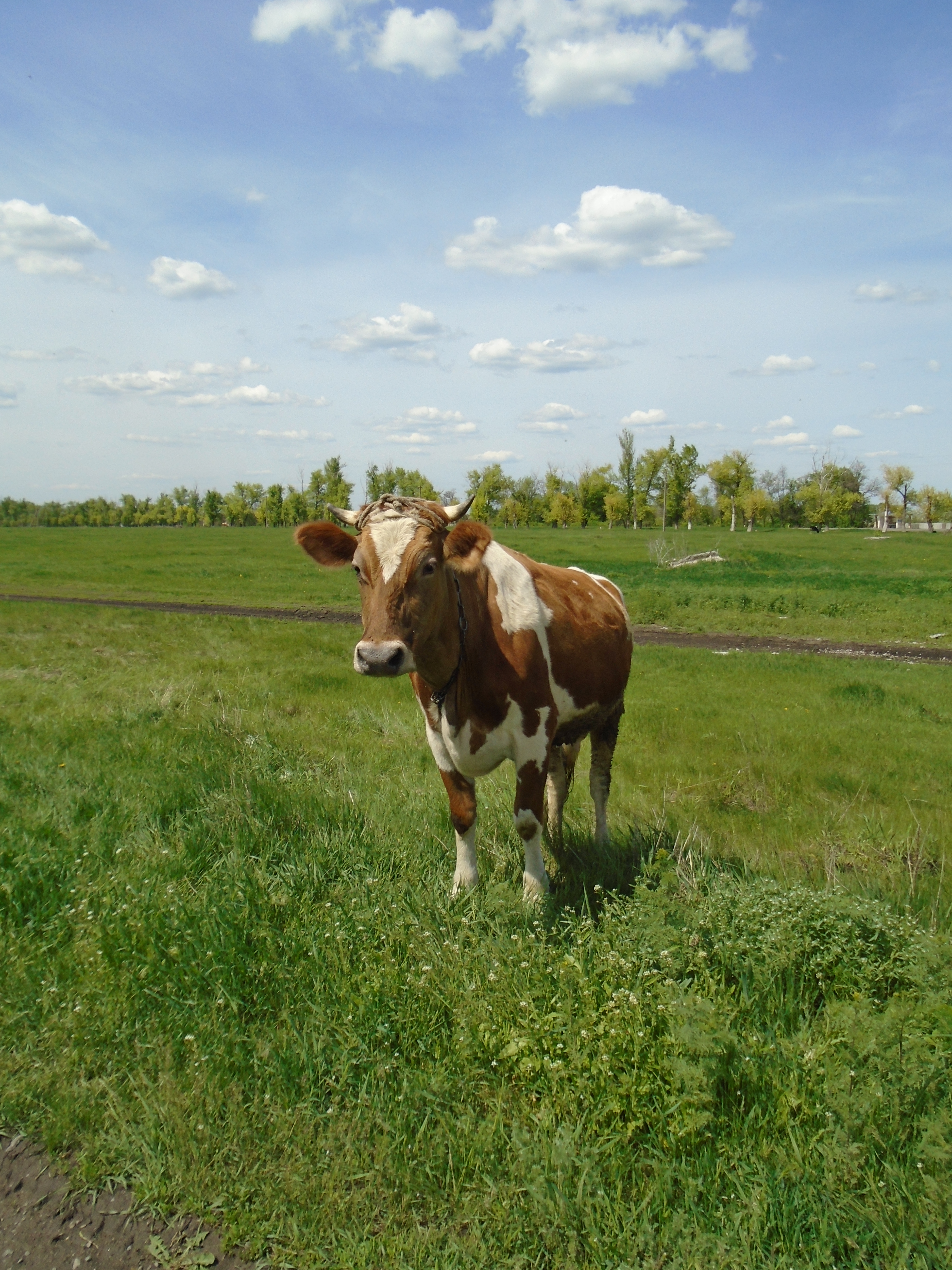
Худоба на фермі
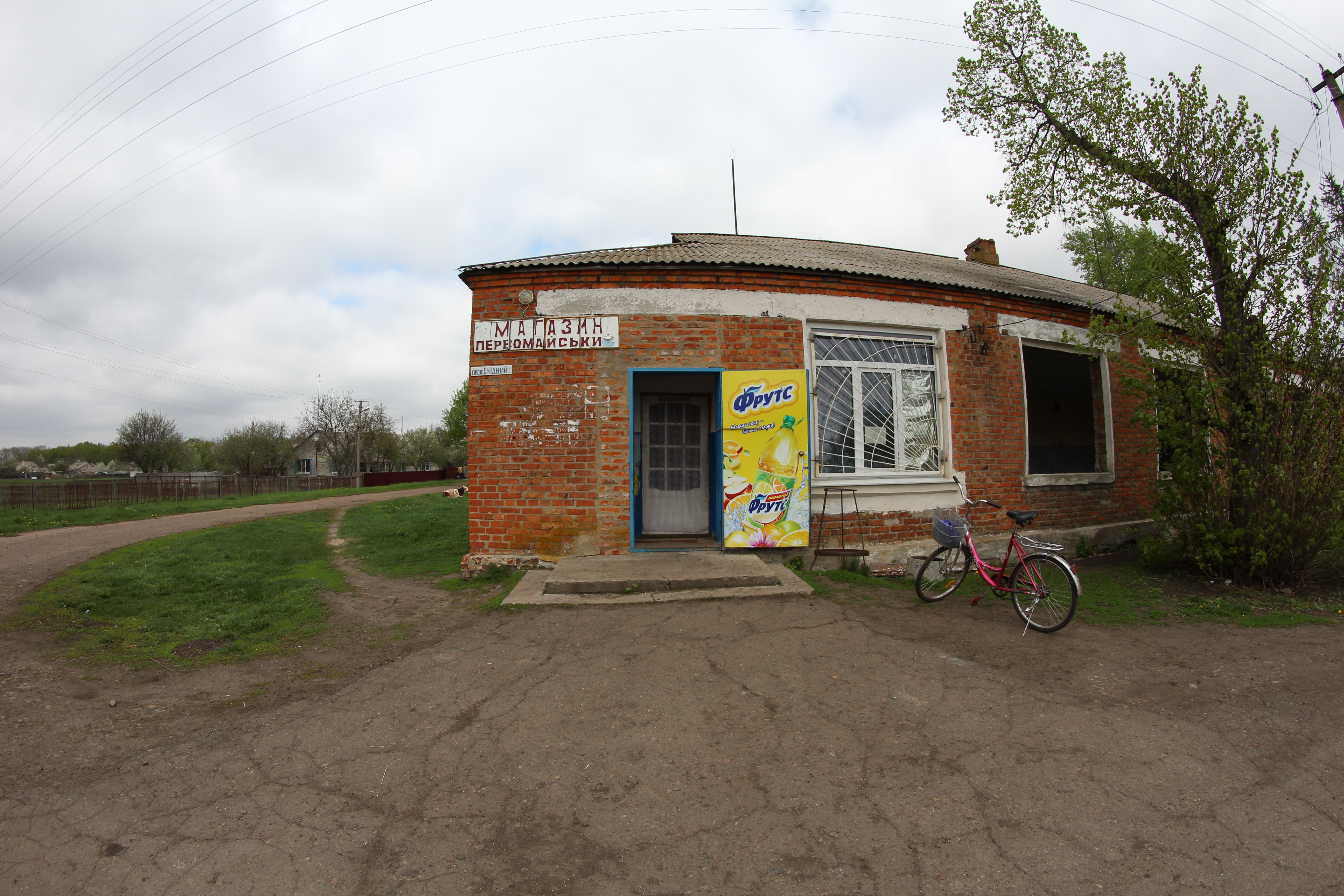
Магазин
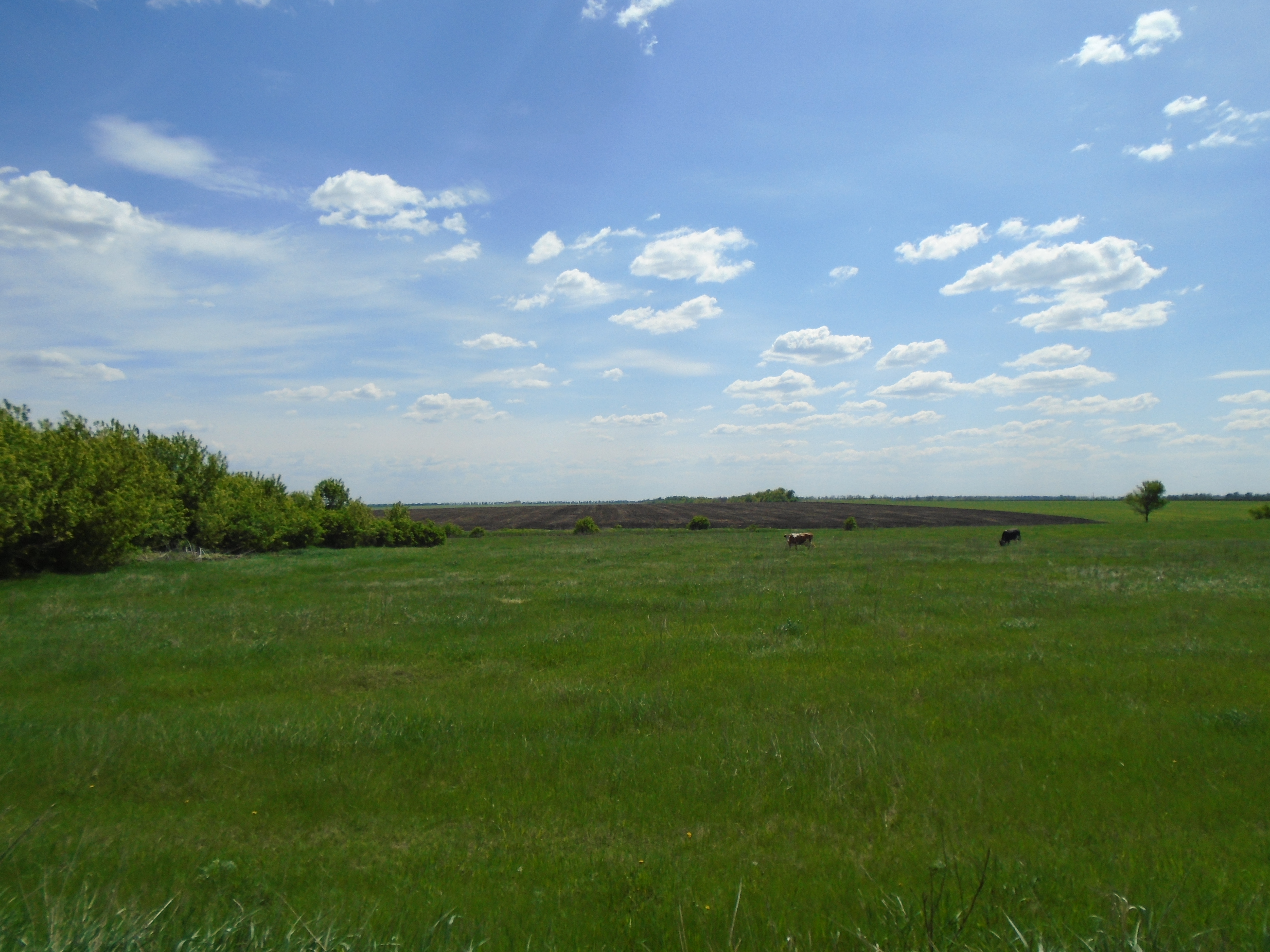
Поле